# Stefan Kruschina
Stefan Kruschina (* 8. Februar 1912 in Laubendorf, Mähren; † 11. März 1991 in Altingen) war ein deutscher Theologe und römisch-katholischer Priester.

## Leben
Kruschina studierte von 1933 bis 1938 Philosophie und Theologie in Olmütz. Nach der Priesterweihe am 5. Juli 1938 in Olmütz war er von 1938 bis 1942 Kaplan in Bölten und von 1942 bis 1946 Pfarradministrator in Habicht. In Prag wurde er 1943 zum Dr. theol. promoviert. Nach der Vertreibung aus dem Sudetenland wurde er 1948 Vertriebenenseelsorger in der Diözese Rottenburg, in der er später verschiedene Gemeinden pfarramtlich betreute. 1963 wurde er Dekan des Dekanats Rottenburg. 1965 wurde er Regens im Priesterseminar in Königstein. 1966 übernahm er den Lehrstuhl für Pastoraltheologie, Kerygmatik und der Religionspädagogik an der PTH Königstein. Ab 1971 war er Dekan des Dekanats Königstein. 1977 kehrte er in die Diözese Rottenburg zurück.

## Sexueller Missbrauch an Minderjährigen
Ein Opfer von ihm hatte darüber berichtet, dass er Kinder bei kleinen Vergehen bereits „mit einem Kabelstrang geschlagen und sie begrapscht haben“. Karlheinz Heiss schreibt in einem Buch über Kruschina. Dort schreibt er, dass Kruschina sich zwischen 1953 und 1965 besonders an Jungen vergangen hat und beschreibt auch das Schlagen.

## Ehrungen und Auszeichnungen
- 1963: Ehrenkreuz Pro Ecclesia et Pontifice
- 1967: Monsignore
- 1968: Ehrenbürger von Wurmlingen (wegen erwiesenen sexuellen Missbrauchs Minderjähriger 2010 posthum aberkannt)
- 1978: Päpstlicher Ehrenprälat

## Schriften (Auswahl)
- Das kirchliche Eherecht in der Seelsorgepraxis. Stuttgart-Degerloch 1947, OCLC 1070188283.
- Der Apostel Zwittaus Leben und Werk von P. Karl Fritscher. Ein Lebensbild in dankbarer Erinnerung nachgezeichnet. Königstein im Taunus 1986, OCLC 1072509189.
- Der Engel von Dachau. Ein Lebensbild von P. Engelmar Unzeitig. Königstein im Taunus 1988, OCLC 174217398.